# Колібрі-шаблекрил пантепуйський
Колі́брі-шаблекри́л пантепуйський (Campylopterus hyperythrus) — вид серпокрильцеподібних птахів родини колібрієвих (Trochilidae). Мешкає на Гвіанському нагір'ї.

## Опис
Довжина птаха становить 10,4-12 см, вага 4,5-7 г. Верхня частина тіла бронзово-зелена з рудуватим відблиском. голова більш зелена, за очима білі плями. Нижня частина тіла рудувато-коричнева. Стрижні трьох першорядних махових пер витовщені і сплющені, що надає крилам харатерної форми. Чотири центральних стернових пера золотисто-бронзові, решта стернових пер рудувато-коричневі. Хвіст знизу здоється повністю рудувато-коричневим. Дзьоб чорний, прямий, знизу біля основи світліший. Самиці є дещо меншими за самців. Забарвлення молодих птахів є подібним до забарвлення дорослих птахів.

## Поширення і екологія
Пантепуйські колібрі-шаблекрили мешкають на схилах тепуїв Гвіанського нагір'я на південному сході Венесуели та в сусідніх районах Гаяни і північної Бразилії. Вони живуть у вологих гірських тропічних лісах, на узліссях та у високогірних чагарникових заростях, на висоті від 1200 до 2600 м над рівнем моря. Живляться нектаром квітучих дерев і епіфітів, а також дрібними членистоногими. Пантепуйські колібрі-шаблекрили захищають кормові території, однак на одному квітучому дереві може зібратися до 20 птахів. Гніздо чашоподібне, розміщується на висоті 2-3 м над землею.